# Compañero presidente
Compañero presidente es un álbum de estudio interpretado por los músicos hispanoamericanos Inti-Illimani, Soledad Bravo, Andrés Jiménez, Daniel Viglietti, Alí Primera, César Isella, Quilapayún, Óscar Chávez, Ángel Parra y Pablo Milanés. El disco se grabó en Cuba, y corresponde a una selección de canciones dedicadas al expresidente chileno Salvador Allende, muerto durante el golpe de Estado en Chile de 1973. Los artistas chilenos que figuran en el álbum, estaban exiliados al momento de su grabación, producto del consecuente inicio de la dictadura de Pinochet.
En 2009 el álbum fue reeditado por la misma Casa de las Américas, manteniendo el diseño del disco, así como los textos incluidos dentro de la carátula, escritos por Salvador Allende al pueblo chileno; Sin embargo, cambia el ordenamiento de las canciones, siendo intercambiados los temas «A Salvador Allende en su combate por la vida» y «A Salvador Allende».

## Lista de canciones
| Compañero presidente |                                                     |                            |                                                              |          |  |
| N.º                  | Título                                              | Escritor(es)               | Intérprete                                                   | Duración |  |
| 1.                   | «Chile herido»                                      | Jorge Coulón, Luis Advis   | Inti-Illimani                                                | 3:06     |  |
| 2.                   | «A Salvador Allende en su combate por la vida»      | Pablo Milanés              | Soledad Bravo                                                | 4:00     |  |
| 3.                   | «Canción al presidente»                             | Andrés Jiménez             | Andrés Jiménez y Taoné                                       | 3:10     |  |
| 4.                   | «Por todo Chile»                                    | Daniel Viglietti           | Daniel Viglietti                                             | 3:02     |  |
| 5.                   | «Canción para los valientes»                        | Alí Primera                | Alí Primera                                                  | 6:03     |  |
| 6.                   | «Che Salvador»                                      | César Isella, Eduardo Mazo | César Isella                                                 | 3:49     |  |
| 7.                   | «Compañero presidente»                              | Eduardo Carrasco           | Quilapayún                                                   | 5:40     |  |
| 8.                   | «A Salvador Allende»                                | Oscar Chávez, B. Correa    | Óscar Chávez                                                 | 2:03     |  |
| 9.                   | «Canción a Salvador Allende (Compañero Presidente)» | Ángel Parra                | Ángel Parra                                                  | 4:58     |  |
| 10.                  | «Yo Pisaré Las Calles Nuevamente»                   | Pablo Milanés              | Pablo Milanés y el Grupo de Experimentación Sonora del ICAIC | 2:33     |  |
| 38:24                |                                                     |                            |                                                              |          |  |

## Créditos
- Producción: Layda Ferrando
- Producción ejecutiva: Cristina Arestuche
- Asistente de producción: José Luis Delgado y Marilyn Torres
- Digitalización: José Luis Hernández (Wichy)
- Masterización: José Manuel García Suárez
- Diseño: Umberto Peña (original), Ricardo Monnar (adaptación en la reedición a partir de versión original)
- Coordinación: María Elena Vinueza[2]